# Gert Frank
Gert Frank (Hobro, 15 de marzo de 1956-19 de enero de 2019) fue un ciclista danés, profesional entre 1976 y 1988. Destacó sobre todo en el ciclismo en pista, donde consiguió 20 victorias en carreras de seis días. En ruta su principal éxito fue la medalla de bronce en los Juegos Olímpicos de Montreal de 1976.

## Palmarés en pista
- 1977

 Campeón de Dinamarca de persecución
1º en los Seis días de Herning (con René Pijnen)
- 1979

 Campeón de Dinamarca de persecución
1º en los Seis días de Herning (con René Pijnen)
1º en los Seis días de Copenhague (con René Pijnen)
- 1980

 Campeón de Dinamarca de Òmnium
1º en los Seis días de Herning (con Patrick Sercu)
- 1981

Campeón de Europa de Madison (con Hans-Henrik Ørsted)
1º en los Seis días de Herning (con Hans-Henrik Ørsted)
1º en los Seis días de Dortmund (con Hans-Henrik Ørsted)
1º en los Seis días de Gante (con Patrick Sercu)
1º en los Seis días de Münster (con René Pijnen)
- 1982

Campeón de Europa en Ómnium Endurance
1º en los Seis días de Grenoble (con Bernard Vallet)
1º en los Seis días de Madrid (con Avelino Perea)
- 1983

Campeón de Europa de Madison (con Hans-Henrik Ørsted)
1º en los Seis días de Herning (con Hans-Henrik Ørsted)
1º en los Seis días de Copenhague (con Patrick Sercu)
- 1984

Campeón de Europa de Derny
1º en los Seis días de Gante (con Hans-Henrik Ørsted)
1º en los Seis días de Grenoble (con Bernard Vallet)
1º en los Seis días de Múnich (con Hans-Henrik Ørsted)
1º en los Seis días de París (con Bernard Vallet)
1º en los Seis días de Stuttgart (con Gregor Braun)
- 1985

Campeón de Europa de Madison (con René Pijnen)
1º en los Seis días de Copenhague (con Hans-Henrik Ørsted)
1º en los Seis días de Zúrich (con René Pijnen)
- 1986

1º en los Seis días de Stuttgart (con René Pijnen)

## Palmarés en ruta
- 1976
  -  Medalla de bronce en los Juegos Olímpicos de Montreal en contrarreloj por equipos (con Jørn Lund, Verner Blaudzun y Jørgen Hansen)